# Giải của Hội phê bình phim New York cho nam diễn viên phụ xuất sắc nhất
Giải của Hội phê bình phim New York cho nam diễn viên phụ xuất sắc nhất (tiếng Anh: New York Film Critics Circle Award for Best Supporting Actor) là một trong các giải thưởng của Hội phê bình phim New York phát hàng năm cho các Nam diễn viên được Hội bầu chọn là xuất sắc nhất trong năm.
Giải này được phát từ năm 1969.

## Các người đoạt giải

### Thập niên 1960
- 1969: Jack Nicholson

trong phim Easy Rider

### Thập niên 1970
- 1970: Chief Dan George

trong phim Little Big Man
- 1971: Ben Johnson

trong phim The Last Picture Show
- 1972: Robert Duvall

trong phim The Godfather
- 1973: Robert De Niro

trong phim Bang the Drum Slowly
- 1974: Charles Boyer

trong phim Stavisky
- 1975: Alan Arkin

trong phim Hearts of the West
- 1976: Jason Robards

trong phim All the President's Men
- 1977: Maximilian Schell

trong phim Julia
- 1978: Christopher Walken

trong phim The Deer Hunter
- 1979: Melvyn Douglas

trong phim Being There

### Thập niên 1980
- 1980: Joe Pesci

trong phim Raging Bull
- 1981: John Gielgud

trong phim Arthur
- 1982: John Lithgow

trong phim The World According to Garp
- 1983: Jack Nicholson

trong phim Terms of Endearment
- 1984: Ralph Richardson

trong phim Greystoke: The Legend of Tarzan, Lord of the Apes
- 1985: Klaus Maria Brandauer

trong phim Out of Africa
- 1986: Daniel Day-Lewis

trong phim My Beautiful Laundrette và
trong phim A Room with a View
- 1987: Morgan Freeman

trong phim Street Smart
- 1988: Dean Stockwell

trong phim Married to the Mob và
trong phim Tucker: The Man and his Dream
- 1989: Alan Alda

trong phim Crimes and Misdemeanors

### Thập niên 1990
- 1990: Bruce Davison

trong phim Longtime Companion
- 1991: Samuel L. Jackson

trong phim Jungle Fever
- 1992: Gene Hackman

trong phim Unforgiven
- 1993: Ralph Fiennes

trong phim Schindler's List
- 1994: Martin Landau

trong phim Ed Wood
- 1995: Kevin Spacey

trong phim Outbreak
- 1996: Harry Belafonte

trong phim Kansas City
- 1997: Burt Reynolds

trong phim Boogie Nights
- 1998: Bill Murray

trong phim Rushmore
- 1999: John Malkovich

trong phim Being John Malkovich

### Thập niên 2000
- 2000: Benicio del Toro

trong phim Traffic
- 2001: Steve Buscemi

trong phim Ghost World
- 2002: Dennis Quaid

trong phim Far From Heaven
- 2003: Eugene Levy

trong phim A Mighty Wind
- 2004: Clive Owen

trong phim Closer
- 2005: William Hurt

trong phim A History of Violence
- 2006: Jackie Earle Haley

trong phim Little Children
- 2007: Javier Bardem

trong phim No Country for Old Men
- 2008: Josh Brolin

trong phim Milk
Bản mẫu:NYFCC Awards Chron